# André Corvington
Marie Charles André Corvington (ur. 19 listopada 1877 w Aux Cayes, zm. 13 grudnia 1918 w okolicach Reims) – haitański lub francuski szermierz, olimpijczyk.

## Życiorys
Urodził się w Aux Cayes (Les Cayes) na Haiti. Studiował medycynę w Paryżu.
Corvington wziął udział w Letnich Igrzyskach Olimpijskich 1900 we florecie amatorów. W pierwszej rundzie walczył z Francuzem Édouardem Fouchierem, z którym przegrał i odpadł z dalszej fazy rozgrywek. Prawdopodobnie posiadał wtedy obywatelstwo Haiti, jednak do zawodów przystąpił jako Francuz – najpewniej reprezentował paryskie stowarzyszenie Salles d’Armes du Palais et Sociétés Savantes. Obok Charlesa Thiércelina i Constantina Henriqueza jest wymieniany wśród pierwszych uczestników igrzysk olimpijskich pochodzących z Haiti (komitet olimpijski tego kraju został uznany dopiero w 1924 roku).
Jego żoną była Marguerite Louise Chamerois. Po ślubie zamieszkali w Paryżu razem z jej ojcem. Wstąpił do 141 Pułku Piechoty, gdzie w sierpniu 1914 roku został zmobilizowany i przydzielony do służby w szpitalu polowym. Zmarł tuż po zakończeniu I wojny światowej na polu bitwy niedaleko Reims. Pośmiertnie został Kawalerem Legii Honorowej.